# 棲息地
栖息地（habitat）又稱生境、棲地，是指包涵多個「物種種群」（包括动物、植物其它各类生物）生活和生長的自然環境。
对于微生物而言，汉语一般只称生境（habitat），其定义为微生物种群栖息所需要的特异性生态环境，属生态区的次级层次，如口腔的颊、舌、齿、龈等部位。生境内容包括物理、化学和生物各方面。

## 意义与相似术语
棲息地一詞在生態學廣泛被使用。它原本是指圍繞一物種、或物種種族、或物種聚集、或群落的自然條件（Clements and Shelford, 1939）。因此它不只是一物種種族的棲息地，而是指很多物種的聚集，住在同一地方共用一個棲息地。生態學家會把很多物種共用的棲息地稱為群落生境（biotope）。
還有，這些棲息地可以和其他地方居住的族群不同。因此一般指的棲息地不是一個物種或個別動物。小生境（microhabitat，或稱微棲地或微生境），是指個別的動物和植物在其棲息地的直接環境和其他自然因素。
生物群系（biome）是指生活在類似棲息地和佔據一定地理地區的動物群和植物群。

## 影响因子
影響棲地的樣貌的主要因素為降雨量以及經緯度，而離赤道愈近、降雨量愈多及氣候愈溫暖的棲地，物種的種類通常較其它地區來得豐富；相對的，離赤道愈遠、降雨量愈少及氣候愈寒冷的棲地，物種的種類通常較像其他較溫暖、降雨量多及赤道近的地區還要稀少。當然，有不同的棲地就會有不同的動物。

## 棲地種類

### 陸域棲地

#### 雨林

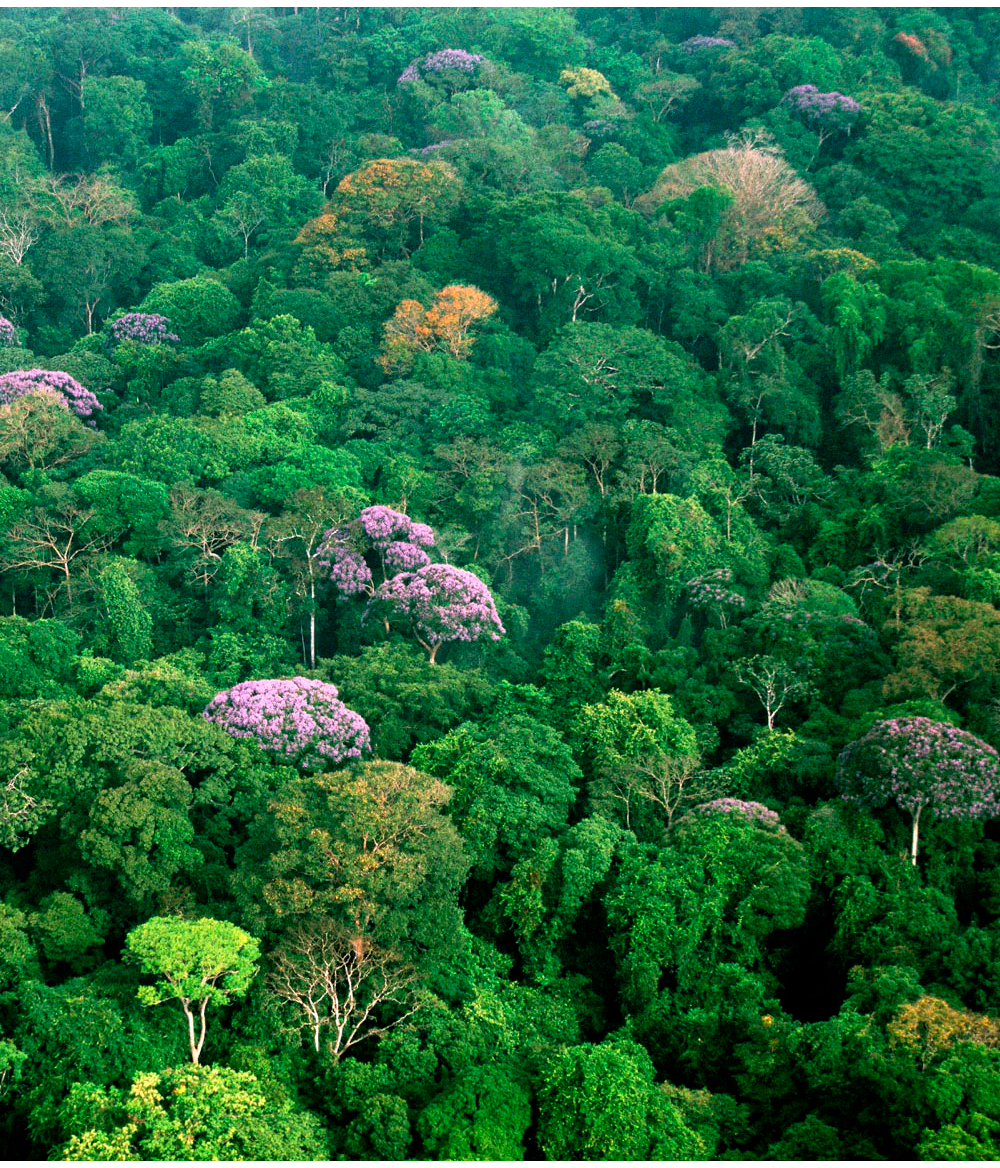
位處於巴拿馬的熱帶雨林

雨林分為溫帶與熱帶。熱帶雨林是一個潮濕及物種多樣性極高的地方，優勢種為淺根性的闊葉木，一年四季幾乎天天下雨，年降雨量超過兩千毫米；雖然熱帶雨林只佔世界百分之七的面積（美洲、西非及東南亞共八十個國家），但全世界有一半以上的動植物都生長在熱帶雨林裡；而溫帶雨林特別喜歡生長在乾爽的地方（紐西蘭、大洋洲南部、日本及英國）。雨林有垂直分層的現象，較高層稱為喬木層，有時高達四十公尺以上；猛禽經常在喬木層上方巡視，下方則形成天蓬，連陽光都穿不過，喬木層有著大量的昆蟲及樹棲性哺乳動物棲息著，牠們常用聲音溝通，且很少觸及地面；下方則是灌木層，貓科動物都在灌木層覓食。

#### 熱帶季風林
熱帶季風林又稱落葉季風林，與雨林有些不同，熱帶季風林有明顯的乾旱季節，乾旱季節時很少降雨或不降雨，這時，喬木、灌木都會落葉，且樹木不像雨林長的那麼高大，熱帶季風林下層可感受到陽光，因而生長良好，雨季時，所有植物都會開花（開花植物）。

#### 城市
都市棲地中，人類及人類的活動為主導力量，例如食物鏈上層，是由人類飼養的貓狗，這些主導城市動物的組成，即使個體數目多物種少，也能支配整的生態系統；另外，那些通常都以撿食人類所剩的食物維生，與繁殖力與適應力好的動物，例:鼠類、麻雀、蟑螂及其他昆蟲，便能適應城市生活；而適應力低的動物則無法在城市中生存。而在城市生活地動物常常發生交通意外，但仍不會影響他們整體的數量或族群。

#### 沙漠和半沙漠

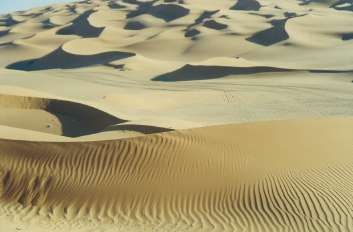
撒哈拉沙漠的樣貌

這兩種棲地氣候相當炎熱乾燥，面積是地球的三分之一，一整年都很少降雨（沙漠的年平均降雨量都在二百五十毫米以下，而半沙漠則在二百五十到五百毫米之間），最炎熱的沙漠位在赤道南北十五到四十度之間，白天時，動物必須克服高溫，晚上又必須忍受嚴寒，因此許多動物都有自己的一套方法，例如:食植動物在夜晚覓食，因為此時植物含水量最高；駱駝則在背上的峰儲水；鴕鳥會快速奔跑，衝過沙漠地區尋找食物和水；駱駝、鴕鳥、鸸鶓的毛可以抵擋熱氣，當然，牠們身上也有裸露的部位，以散發多餘的熱氣。

#### 高山和高原
高山與高原的因為與平地隔離，所以物種的種類與生活方式大有不同，高山分有層次為:低海拔、中海拔與高海拔，每升高100米溫度就下降零点六攝氏度，這種變化使得有些位於熱帶的高山也會下雪，例如非洲的肯亞山與吉力馬札羅山，一年有大部分的時間都覆蓋著雪；而高山所生存的動物通常是較靈活的，例如：山羊、雪豹等。

#### 凍原
凍原又稱凍土層或苔原，占全球陸地面積的百分之二十五，是環境最惡劣、物種種類最少的地方，凍原位於北緯五十五度以北的區域，各項物資都十分稀少，一年四季幾乎都見不到陽光，只有短暫的夏季二十四小時都可以見到陽光；凍原生存在的動物都有厚厚的毛皮，例如：犛牛、麝牛、美洲野牛等。

#### 闊葉林
闊葉林分布在緯度二十五至五十度之間，在東亞、西歐與北美洲東部等，有寒冬的地區優勢種為闊葉樹，並且在冬天時樹葉會掉光，四季分明，當地的動物通常會以冬眠或遷移的方式來度過寒冬，春天醒來或歸來，並且進行求偶；而在四季變化較不明顯的地區，如:紐西蘭、南美洲、大洋洲東部等，冬天較溫暖，優勢種則以常青樹，動物不需要冬眠或遷移來避冬，求偶期也來的較早、時間較長。

#### 洞穴
洞穴食物十分少，但某些洞穴的土壤含有大量的鹽分，可使許多動物不遠千里而來這裡吸收這些具有營養的鹽巴；雖然接近洞口的地方有些光線，但是到了離洞口較遠的地方，可說是伸手不見五指的黑暗之處。通常生活於洞穴中動物是眼盲的（如:墨西哥盲螈），因為在黑暗中不需要眼睛；另外這也是一些飛行生物的家園之一（例如：燕子、蝙蝠等）。

#### 開闊性棲地
開闊性棲地顧名思義就是指寬廣、一望無際的棲地，例如:大草原，通常位於森林與沙漠之間，降雨量十分稀少，約在五百至七百五十毫米之間，使得樹木無法快速生長，使大型動物無法藏身而善於奔馳，不過，草卻是大型貓科動物跟蹤獵物的好地方。

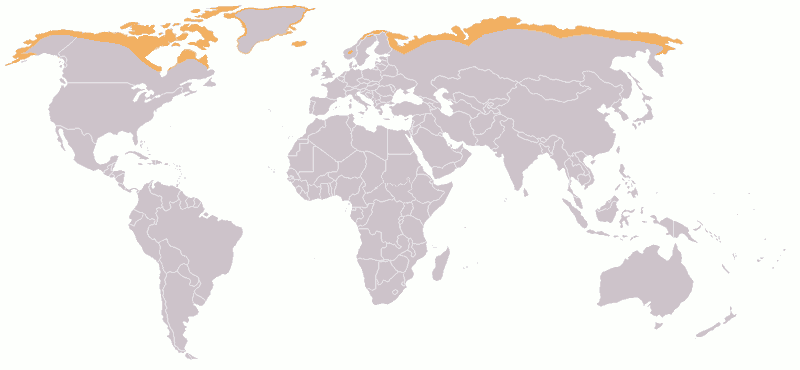
北極凍原的分佈

#### 兩極地區
兩極地區事實上就是凍原，不過在南極的少數地區卻附合了沙漠的定義，雖然，這兩個地區是最荒涼的地方，但有許多動物生存在這裡，此外，北極有世界上最富饒的海洋，也就是北極海，是全球數一數二的大漁場，而這兩個區域的沿海地區也吸引了成千上萬的鳥類來繁殖；在當地的無脊椎動物與魚類有一種天然抗凍劑，陸上的動物則用毛皮與脂肪來禦寒。

### 水域棲地

#### 海洋
目前海洋占全球總面積的將近百分之七十，海洋的動物分有遠洋性（在整個水域游動）以及底棲性（僅限於海底生存），遠洋性動物種類較多，有海洋哺乳類動物、魚類以及微小的浮游生物等，均為遠洋性動物，而底棲性動物則以無脊椎動物（如：甲殼綱動物、海星、陽隧足、海膽、龍蝦、貝類以及海螯蝦等）居多。

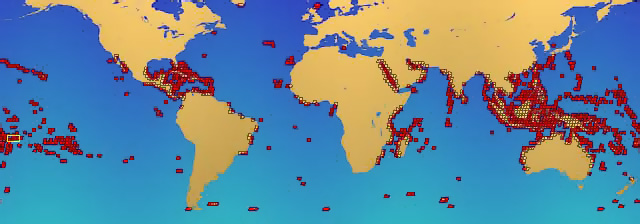
珊瑚礁在世界的分布圖

##### 珊瑚礁
珊瑚礁顧名思義就是由大片珊瑚所聚集的群體，珊瑚礁是海洋動物的匯集地區，只要有它的地方，就一定有生命的存在，而珊瑚礁之所以能有如此豐富的生態，是因為珊瑚礁的結構提供了海洋生物的居處、埋伏地點以及避難所，事實上，珊瑚本身就是像隆頭鸚哥魚這類魚的食物。此種棲地主要生活於北回歸線至南回歸線之間、攝氏21-29度的水域間，而最大的珊瑚礁——堡礁（如十分著名的澳洲大堡礁），則分布於平行海岸線及面積較大的潟湖旁。

##### 海岸地形棲地
海岸這類棲地幾乎囊括所有靠海的棲地（海灘及沙丘等陸地型態），此外，海岸棲地也包括了淺海帶，而此棲地主要特色是有強勁的風、洶湧的浪及含有鹹水成分的霧氣。生活於海岸的居民大多以無脊椎動物為主，牠們會附著於岩石上頭，以免因為海浪過強被沖入海中；有些海岸同時也是像海鳥、海豹、海狗、海獅及海龜等動物產卵、居住、交配及生子的地點，且這些地區通常會受到地方政府的保護。

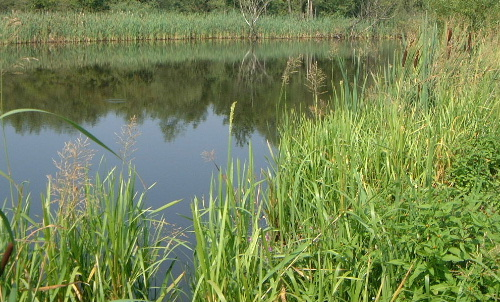
位處英國的溫帶溼地

#### 溼地
溼地現今只占地球百分之六的面積，此棲地可說是地球的腎臟，溼地可減緩洪水在流入各水域前時，過濾出許多物質；溼地的特點就是底部全都是泥地，這是因為這種棲地長期受於水浸泡。而此種環境囊括了鹽水、淡水以及乾燥的陸地等區域（如沼澤、泥沼、河口三角洲以及紅樹林濕地等）；溼地有分季節性溼地以及永久性濕地，分布於世界上的河川、溪流、湖泊等水域附近。
事實上，在近幾十年，也就是二十世紀末，人們才真正了解溼地並非是鳥不生蛋的荒地，而是擁有豐富生態的棲地，因此在世界各國有許多溼地受到法律保護。

##### 紅樹林
紅樹林目前只有在亞熱帶及熱帶地區的出海口、河流三角洲等地才有它的蹤跡，其主要功能是可穩定海岸線。生活於該區的植物是以耐鹽度較一般植物高的喬木及灌木（如:紅笳苳、水筆仔），植物根系相互纏繞有助於保護植被及固定住沉積物，造就成為一個生物的天堂，其中也包括了微不足道的微生物分解者和能適應淡水的海洋生物（如:公牛鯊、鼬鯊），無脊椎動物則在樹木攝取養分及避風，魚類也在這兒繁衍後代。

#### 湖泊以及池塘
世界各地總共有將近五百萬個湖泊以及為數更多的池塘，池塘中的生物可分為三大類:生活於水面的浮游生物（包括輪蟲在內小型無脊椎動物等。）、游動於整個水域的自由生物（如:常見的淡水魚、大型無脊椎動物。），以及在整個湖泊或池塘生態中數量最多的底棲生物（如：無脊椎動物、水生昆蟲及軟體動物等），而湖泊的沿岸的樹林也時常會有動物生活。

#### 河川以及溪流
河川與溪流的溶氧量、混濁度及營養量，關係著其生物數量的多少以及種類，這些三樣條件只要愈趨於穩定，生物的數量就愈多；而某些河川或溪流，在特定季節或時間會有河水水位變化等情形，雖然生活於其地的動物都能夠適應，但其數量依然沒有較條件穩定的河川來得多。而河川中，最常見的動物莫過於淡水魚類，世界上幾乎所有的淡水魚住在河川裡；而植被可增加以及優化動物的生存環境。

## 棲地改變
動物常為了覓食造成了棲地的改變，儘管如此，地球上許多棲地的改變大多是因為人類的活動所造成的，使得許多動物減少，而最常出現的問題就是開發道路，使動物被車撞死，在某些國家，生物學家發明出了生物廊道等設施，以降低動物車禍的發生率，而人類所建得建築物會影響動物遷移時，也可使用生物廊道解決該問題。

## 棲地劃分
劃分一個棲地的範圍，並非一件容易的事，因為棲地與棲地間的連接會使其較為不容易辯認（例如:森林地帶邊緣部份常會逐漸過渡到各種開闊性棲地）；但有些棲地較例外（例如:洞穴內的光線以及食物極為稀少，與洞外、洞口的差別十分大，則可較清晰地劃分）。

## 動物自然的棲地遷移
此種現象是指一種或一群動物從甲地到乙地自然的遷移，造成這種遷移的原因可能是為了尋找食物（如:國王企鵝要到不會結凍的海域捕食魚蝦） 也有可能是為了繁衍後代（如:大西洋鮭魚又名安大略鮭、歐洲鰻鱺及巨骨舌魚，每年都要到淡水河川上游產卵，而這些魚類幼的魚都會回游），或者是因為為了應付當地的氣候所改變棲地（如:候鳥遷移，以及非洲大草原的牛羚隨著雨水奔波，這種行為十分危險，很有可能丟了性命，因為途中可能會遭遇天災、被其他同伴或數量眾多的動物踩死、虎視眈眈的掠食者及人為干擾，但目前尚有許多動物都必須隨時改變棲地，否則將會遭到滅種的危機。
在自然界的嚴酷考驗下，能適應愈多環境的動物，都是像蟑螂、褐鼠、黑鼠與麻雀屬中的樹麻雀這類有高優勢能力的動物（雖然不一定是位居於食物鍊最頂層的生物種類），因為在一個棲地被毀滅時，這些動物能遷移到另一個棲地生存下來，明顯的生存機率比其他動物高出許多。

## 棲地復育
棲地復育作用是在於保護棲地及保育棲地，使消長（指一地生物生長的多寡的過程，便稱為消長）的情形不再發生或是縮短其時間。而以前常在稀有物種生活範圍設置保護區，且常以圓圈方式畫地為界，但是這常會讓人們誤以為在圓圈範圍外的地區就可以任意的開墾，且這種形式保護範圍通常只侷限於單一物種的保護，因此會忽略掉那些也一樣生活於該區並也需保育的生物。現在則是以相信大眾的觀念為主，與其以“消極”的方式規劃保護區域，不如以“積極”的方式教育後代子孫及大眾保護棲地的觀念，並以人為的方法加快復育棲地。

## 棲地破碎化
棲地破碎化又可稱棲地分割效應，簡單來說就是所謂的棲地破壞。棲息地的破壞是引致一物種數量減少的主要因素，最後導致瀕危，甚至絕種。一位知名生物學家——威勒森（Wilson），在西元1989年估計每年因雨林棲地破碎化而消失的生物，每年就可達10000至10500種，因此控制棲地破碎化是目前極需解決的問題，在地狹人稠的國家或地區（如：臺灣、捷克等……），設置的自然保護區以及國家公園等保護區的形狀、大小配置可劃分的精細些，而幅員廣大的地區則應發揮保護區設計（如:加拿大、美國、墨西哥、巴西以及中國大陸等領土大的國家）。